# Mikołaj Rey (politik)
Mikołaj Rey, též Mikołaj Rey-Werzsowec (15. února 1866 Przyborów – 27. května 1932 Przyborów), byl rakouský a polský politik z Haliče, na počátku 20. století poslanec Říšské rady.

## Biografie
Vystudoval právo na Jagellonské univerzitě v Krakově, kde roku 1888 získal titul doktora práv. Patřily mu zemědělské statky v okolí města Pilzno. Byl veřejně a politicky aktivní. V roce 1893 se stal náměstkem předsedy a roku 1905 předsedou okresní rady v Pilznu. Od roku 1908 byl členem Polské lidové strany. V roce 1914 patřil mezi zakladatele Polské lidové strany „Piast”. V letech 1914–1919 zasedal v jejím vedení. V roce 1919 byl kooptován za tuto stranu na mírovou konferenci do Paříže. V letech 1897–1915 publikoval četné články na agrární a politická témata v polských periodikách, například v listu Związek Chłopski.
Na počátku 20. století se zapojil i do celostátní politiky. Ve volbách do Říšské rady roku 1911 získal mandát v Říšské radě (celostátní zákonodárný sbor) za obvod Halič 43. Byl členem poslanecké frakce Polský klub. Rezignace na mandát byla oznámena na schůzi 12. června 1917. K roku 1911 se profesně uvádí jako velkostatkář.